# 認知症高齢者グループホーム
認知症高齢者グループホーム（にんちしょうこうれいしゃグループホーム）とは、認知症の状態にある要介護高齢者等が共同で生活をする高齢者介護施設。
2000年4月の介護保険法制定に伴い、新たに類別された。主治医から認知症の診断をくだされた要支援2以上の高齢者に限り入所できる。
介護保険法上は「認知症対応型共同生活介護」の名称で制度化されており、市町村が所管する地域密着型サービスのひとつに位置づけられている。

## 概要
| 居宅型 3,889億円 （49.5%）   | 訪問通所 3,054億円 （38.9%） | 訪問介護／入浴             | 816億円（10.4%）   |
| 居宅型 3,889億円 （49.5%）   | 訪問通所 3,054億円 （38.9%） | 訪問看護／リハ             | 211億円（2.7%）    |
| 居宅型 3,889億円 （49.5%）   | 訪問通所 3,054億円 （38.9%） | 通所介護／リハ             | 1,777億円（22.7%） |
| 居宅型 3,889億円 （49.5%）   | 訪問通所 3,054億円 （38.9%） | 福祉用具貸与               | 247億円（3.2%）    |
| 居宅型 3,889億円 （49.5%）   | 短期入所（ショートステイ）   | 短期入所（ショートステイ） | 375億円（5.8%）    |
| 居宅型 3,889億円 （49.5%）   | その他                       | その他                     | 458億円（4.9%）    |
| 地域密着型 948億円 （12.1%） | 小規模多機能型居宅介護       | 小規模多機能型居宅介護     | 182億円（2.3%）    |
| 地域密着型 948億円 （12.1%） | 認知症グループホーム         | 認知症グループホーム       | 509億円（6.5%）    |
| 地域密着型 948億円 （12.1%） | 地域密着型介護老人福祉施設   | 地域密着型介護老人福祉施設 | 134億円（1.7%）    |
| 地域密着型 948億円 （12.1%） | その他                       | その他                     | 123億円（1.6%）    |
| 施設型 2,593億円 （34.9%）   | 介護福祉施設（特養）         | 介護福祉施設（特養）       | 1,363億円（17.4%） |
| 施設型 2,593億円 （34.9%）   | 介護老人保健施設（老健）     | 介護老人保健施設（老健）   | 1,017億円（12.9%） |
| 施設型 2,593億円 （34.9%）   | 介護療養施設                 | 介護療養施設               | 227億円（2.9%）    |
| 居宅介護支援（ケアマネ）     | 居宅介護支援（ケアマネ）     | 居宅介護支援（ケアマネ）   | 408億円（5.2%）    |
| 総額                         | 総額                         | 総額                       | 7,854億円          |

入居する高齢者が少人数単位であることから、家族的な介護を行うことに特徴がある。認知症の入居者がただ介護されるだけではなく、介護要員と共同生活を送ることにより、認知症の進行を遅らせることを目的としている。
入居者は最大9人ごとのユニット制をとることになっている。ユニットは、家族のようなイメージのものであり、入居者の単位であるほか、介護要員の単位ともなっている。認知症高齢者グループホームを設置する場合においては、かつては3ユニット・定員27名の施設も認められたが、現在は2ユニット18名までの施設しか認められない。
2012年末現在、日本国内には10000軒を超える認知症高齢者グループホームがある。厚生労働省の統計で、2000年は675施設で、2018年は13,653施設である。施設が小規模で、その設置が容易であることから、設置開始以来5年間で6,000軒を超えるまでに急増した。その急増に伴い、施設・要員に質の悪いものがあること、経営状態が芳しくないものがあることも問題になっている。なお、入居者が10人以上の施設は、消防法の特定防火対象物となり消防設備の設置など厳しい規制がかかることも、施設の小規模化を助長している。2006年に大村市で発生した発生した火災死亡事故を受けて、消防用設備の強化が求められ、2009年の消防法改正により火災報知機の設置が義務となり、延床面積275平方メートルの施設ではスプリンクラー設置も義務化された。
かつてはある程度自立している集団生活に支障がない認知症患者を対象としていたが、その後国の方針として重度認知症患者も受け入れなければならなくなっている。そのため比較的軽い認知症患者と重度認知症患者が共同生活を営むことになるため、介護者側の負担も大きくなってきている。

## 定義
介護保険法第8条第20項において認知症対応型共同生活介護は以下に定義される。
また指定地域密着型サービスの事業の人員、設備及び運営に関する基準（以下、地域密着型運営基準）の第89条において
と定義される。
人員
- 常勤換算方法で、当該共同生活住居の利用者の数が三又はその端数を増すごとに一以上とするほか、夜間及び深夜の時間帯を通じて一以上の介護従業者に夜間及び深夜の勤務を行わせるために必要な数以上（地域密着型運営基準90条）。
- 介護従業者のうち一以上の者は、常勤でなければならない（同90条）。
- 指定認知症対応型共同生活介護事業者は、共同生活住居ごとに、保健医療サービス又は福祉サービスの利用に係る計画の作成に関し知識及び経験を有する者であって認知症対応型共同生活介護計画の作成を担当させるのに適当と認められるものを専らその職務に従事する計画作成担当者とし、計画作成担当者のうち一以上の者は、介護支援専門員をもって充てなければならない（同90条）。
- 指定認知症対応型共同生活介護事業者は、共同生活住居ごとに専らその職務に従事する常勤の管理者を置かなければならない。ただし、共同生活住居の管理上支障がない場合は、他の職務に従事できる（地域密着型運営基準91条）。
- 共同生活住居の管理者は、適切な指定認知症対応型共同生活介護を提供するために必要な知識及び経験を有し、特別養護老人ホームなど三年以上認知症である者の介護に従事した経験を有する者であって、別に厚生労働大臣が定める研修を修了しているものでなければならない（同91条）。

設備
- 共同生活住居は、その入居定員を5人以上9人以下とし、居室、居間、食堂、台所、浴室、消火設備その他の非常災害に際して必要な設備その他利用者が日常生活を営む上で必要な設備を設ける（地域密着型運営基準93条第2項）。
- 居間及び食堂は、同一の場所とすることができる（同93条第5項）。
- 指定認知症対応型共同生活介護事業所は、利用者の家族との交流の機会の確保や地域住民との交流を図る観点から、住宅地又は住宅地と同程度に利用者の家族や地域住民との交流の機会が確保される地域にあるようにしなければならない（同93条第6項）。

運営
- 入居可能なものは要介護者であって認知症であるもののうち、少人数による共同生活を営むことに支障がない者、入居申込者の入居に際しては、主治の医師の診断書等により当該入居申込者が認知症である者であることの確認を受けたものである必要がある（地域密着型運営基準94条）。
- 指定認知症対応型共同生活介護事業者は、入居に際しては入居の年月日及び入居している共同生活住居の名称を、退居に際しては退居の年月日を、利用者の被保険者証に記載しなければならない（地域密着型運営基準95条）。
- 指定認知症対応型共同生活介護事業者は、指定認知症対応型共同生活介護の提供に当たっては、当該利用者又は他の利用者等の生命又は身体を保護するため緊急やむを得ない場合を除き、身体的拘束等を行ってはならず、行う場合には、その態様及び時間、その際の利用者の心身の状況並びに緊急やむを得ない理由を記録しなければならない。また身体的拘束等の適正化を図るため、身体的拘束等の適正化のための対策を検討する委員会を三月に一回以上開催するとともに、その結果について、介護従業者その他の従業者に周知徹底を図る、身体的拘束等の適正化のための研修を定期的に実施するなどの措置を講じなければならない（地域密着型運営基準97条）。
- 共同生活住居の管理者は、計画作成担当者に認知症対応型共同生活介護計画の作成に関する業務を担当させる。計画の作成後においても、他の介護従業者及び利用者が認知症対応型共同生活介護計画に基づき利用する他の指定居宅サービス等を行う者との連絡を継続的に行うことにより、認知症対応型共同生活介護計画の実施状況の把握を行い、必要に応じて認知症対応型共同生活介護計画の変更を行う（地域密着型運営基準98条）。
- 指定認知症対応型共同生活介護事業者は、その利用者に対して、利用者の負担により、当該共同生活住居における介護従業者以外の者による介護を受けさせてはならない（地域密着型運営基準99条）。
- 指定認知症対応型共同生活介護事業者は、利用者に対する指定認知症対応型共同生活介護の提供に関する認知症対応型共同生活介護計画などの記録を整備し、その完結の日から二年間保存しなければならない（地域密着型運営基準107条）。